# Navire de garde côtière canadienne
 (mai 2023).
Si vous disposez d'ouvrages ou d'articles de référence ou si vous connaissez des sites web de qualité traitant du thème abordé ici, merci de compléter l'article en donnant les références utiles à sa vérifiabilité et en les liant à la section « Notes et références ».

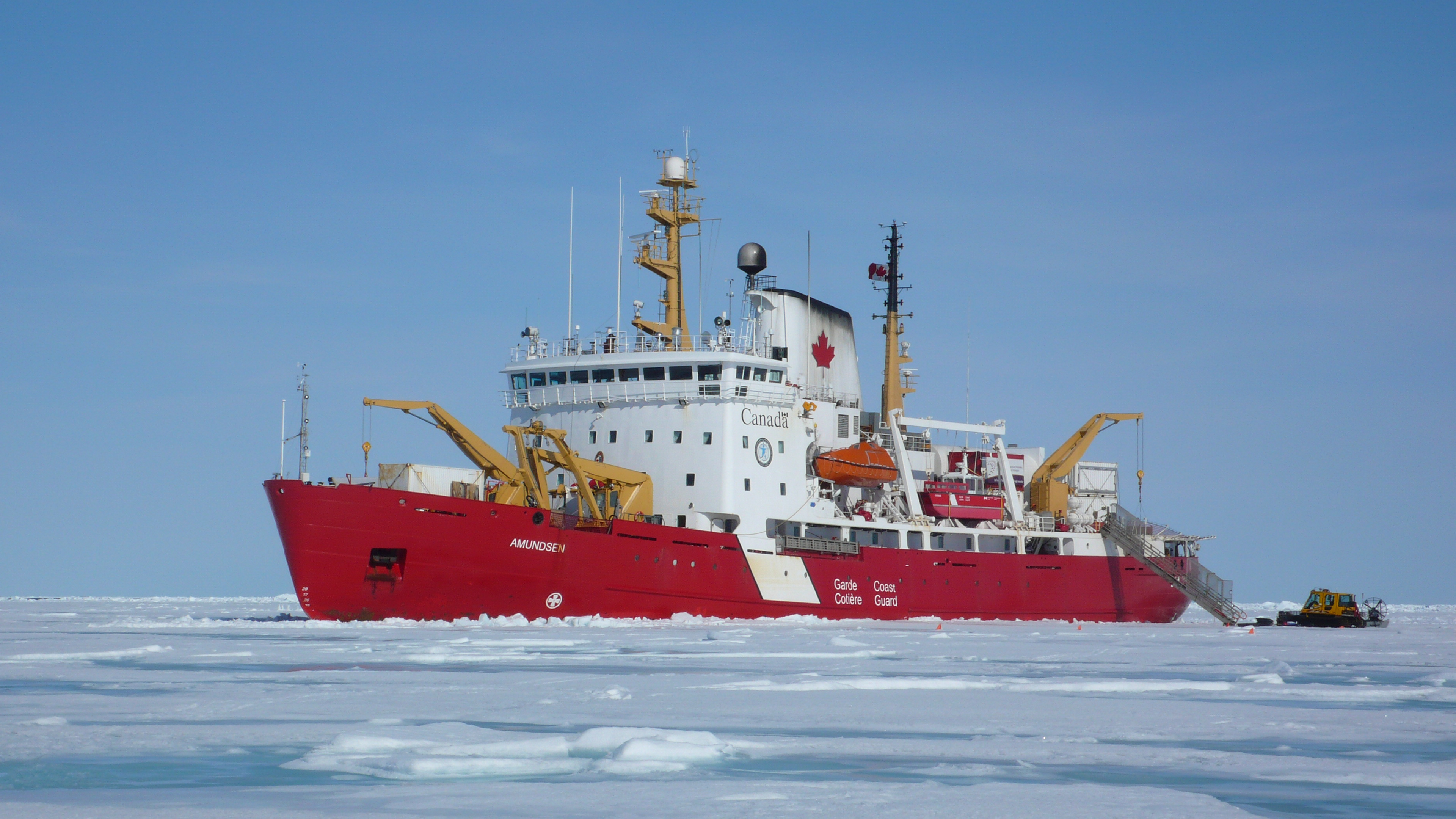
Le NGCC Amundsen, brise-glace de la garde côtière canadienne.

NGCC est un sigle qui signifie Navire de la Garde Côtière Canadienne. En langue anglaise, le sigle utilisé est CCGS qui signifie Canadian Coast Guard Ship.